# Cees Lute
Pour les articles homonymes, voir Lute.
Cornelis Wijnand Lute dit Cees Lute, né le 13 mars 1941 à Castricum et mort le 9 octobre 2022, est un coureur cycliste néerlandais.

## Biographie
Professionnel de 1963 à 1968, il a gagné une étape du Tour d'Italie et le Tour de Picardie en 1964. 

## Palmarès

### Palmarès amateur
- 1959
  - À travers Gendringen
  - Ronde van Oud-Vossemeer
- 1960
  - 5e étape de l'Olympia's Tour
  - Circuit de Campine
  - À travers Gendringen
  - Ronde van Oud-Vossemeer
- 1961
  - 5e et 6e étapes de l'Olympia's Tour
  - 2e du Ronde van Midden-Nederland
- 1962
  - Circuit de Campine

### Palmarès professionnel
- 1964
  - 19e étape du Tour d'Italie
  - 2ea étape du Tour de Luxembourg (contre-la-montre par équipes)
  - Tour de Picardie
  - 2e du Circuit des boucles de la Lys
- 1965
  - 4e étape des Quatre Jours de Dunkerque
  - 1reb étape du Tour de France (contre-la-montre par équipes)
  - 10e de Paris-Bruxelles
- 1967
  - 4e étape du Tour de Sardaigne
  - 2e de l'Amstel Gold Race

## Résultats sur les grands tours

### Tour de France
1 participation 
- 1965 : 67e, vainqueur de la 1reb étape (contre-la-montre par équipes)

### Tour d'Italie
2 participations
- 1964 : 41e, vainqueur de la 19e étape
- 1967 : abandon

### Tour d'Espagne
1 participation 
- 1967 : abandon (5e étape)